# T+2
T+2 là cách viết tắt quy ước của ngày giao dịch cộng với hai ngày cho biết khi nào các giao dịch chứng khoán phải là đã thanh toán. Các quy tắc hoặc thông lệ trong thị trường tài chính là các giao dịch chứng khoán phải được giải quyết trong một thời hạn thanh toán được hiểu theo cách thông thường. Thời gian thanh toán phổ biến nhất hiện nay đối với các giao dịch chứng khoán là hai ngày làm việc sau ngày giao dịch (T), được viết tắt phổ biến là T+2 (ngày chờ về). Khi thanh toán, bên bán phải xuất trình Chứng chỉ chứng khoán và thực hiện giấy chuyển nhượng cổ phần để đổi lấy khoản thanh toán từ bên mua. Nhiều quốc gia hiện nay không còn yêu cầu phải xuất trình chứng chỉ chứng khoán thực tế và đã áp dụng hệ thống thanh toán điện tử. Tương tự, T+3 là quy ước trước đó về ngày giao dịch cộng thêm ba ngày. 
Khi ngày đặt lệnh mua/bán và khớp lệnh thành công trong ngày (T+0) thì tài khoản của người mua bị trừ số tiền tương ứng giá trị cổ phiếu ngay khi khớp lệnh, và ngược lại, tài khoản người bán cũng bị trừ số cổ phiếu vừa khớp lệnh. Tuy nhiên, cả hai chưa nhận được cổ phiếu và tiền ngay. Cổ phiếu sẽ vào tài khoản người mua lúc 16h30 sau hai ngày (ở Việt Nam thì không tính thứ Bảy và Chủ nhật) từ lúc khớp lệnh, còn tiền sẽ vào tài khoản người mua cùng thời điểm ngày này được gọi là T+2. Khi nhận cổ phiếu hoặc nhận tiền vào ngày T+2, nhà đầu tư vẫn chưa được giao dịch mà phải chờ đến sáng hôm sau (tức là T+3). Một số công ty chứng khoán được phép cung cấp dịch vụ ứng trước tiền bán cho nhà đầu tư muốn nhận tiền bán cổ phiếu để rút ra hoặc thực hiện giao dịch mua cổ phiếu khác trước thời điểm quy định.

## Đại cương
Thanh toán chứng khoán và tiền là hoạt động cuối cùng để hoàn tất các giao dịch chứng khoán, theo đó các bên tham gia giao dịch sẽ thực hiện nghĩa vụ của mình gồm bên phải trả chứng khoán thực hiện giao chứng khoán, bên phải trả tiền thực hiện việc chuyển tiền, lần lượt trên cơ sở kết quả bù trừ chứng khoán và tiền. Việc thanh toán chứng khoán và tiền theo thông lệ là giao chứng khoán sẽ đồng thời với việc thanh toán tiền, còn gọi là nguyên tắc DVP (Delivery versus Payment/tiền trao cháo múc). Thời hạn của việc thanh toán được quyết định theo chu kỳ thanh toán. Ở mỗi nước chu kỳ thanh toán áp dụng có thể là T+1; T+2 hay T+3, trong đó T là ngày giao dịch (ngày mà giao dịch được thực hiện) và 1; 2; 3 là số ngày giao dịch (không tính ngày nghỉ) tiếp theo kể từ ngày T. Theo khuyến nghị thì các nước nên áp dụng chu kỳ thanh toán tối đa là T+3.
Thủ tục thanh toán khác nhau đáng kể trên thị trường chứng khoán quốc gia. Có hai loại thời gian thanh toán chính được các quốc gia khác nhau sử dụng, đó là số ngày cố định sau giao dịch được gọi là độ trễ thanh toán cố định hoặc định kỳ vào một ngày cố định khi tất cả các giao dịch tính đến ngày đó được thanh toán được gọi là ngày thanh toán cố định. Tại Hoa Kỳ, Sở giao dịch chứng khoán New York đã sử dụng T+1 vào những năm 1920 và Sở giao dịch chứng khoán Mỹ đã sử dụng T+2 trước năm 1953. Những khoảng thời gian thanh toán này dần dần được kéo dài đến T+5 vào cuối những năm 1960 khi các công ty môi giới trở nên choáng ngợp và quá tải trước khối lượng khổng lồ các giấy tờ giao dịch chứng khoán đang chờ giải quyết. Mỹ và Canada đang hướng tới mục tiêu chuyển sang T+1 vào nửa đầu năm 2024.
Ở Việt Nam, năm 2022, Trung tâm Lưu ký Chứng khoán Việt Nam (VSD) ban hành Quy chế hoạt động bù trừ và thanh toán giao dịch chứng khoán tại VSD để đáp ứng việc rút ngắn thời gian thanh toán giao dịch chứng khoán (cổ phiếu, chứng chỉ quỹ, chứng quyền có bảo đảm), qua đó mang lại lợi ích tốt hơn cho nhà đầu tư và thị trường khi nhà đầu tư có thể bán chứng khoán mua ngày T+0 ngay trong phiên giao dịch chiều ngày T+2 thay vì chờ đến ngày T+3 như trước đây. Thời gian ngân hàng thanh toán hoàn tất thanh toán tiền và VSD hoàn tất thanh toán chứng khoán được điều chỉnh từ 15h30-16h00 lên 11h00-11h30 ngày T+2 (trường hợp có phát sinh thành viên lưu ký mất khả năng thanh toán tiền thì thời gian hoàn tất thanh toán chậm nhất là 12h00). Thành viên lưu ký phải thực hiện phân bổ tiền và chứng khoán cho khách hàng ngay sau khi ngân hàng hoàn tất thanh toán tiền và VSD hoàn tất thanh toán chứng khoán, đảm bảo hoàn tất trước 13h ngày thanh toán.
Nhà đầu tư có thể bán chứng khoán mua ngày T+0 ngay trong phiên giao dịch chiều ngày T+2 thay vì chờ đến ngày T+3. Việc rút ngắn thời gian thanh toán bên cạnh khả năng nâng cao tính thanh khoản cho thị trường, gia tăng lợi ích cho nhà đầu tư thì đồng thời cũng tiềm ẩn rủi ro mất khả năng thanh toán cao hơn do thời gian thanh toán ngắn hơn đồng nghĩa với việc thành viên lưu ký có ít thời gian hơn để huy động chứng khoán, tiền trong trường hợp kiểm soát không tốt ký quỹ của nhà đầu tư hoặc phát sinh lỗi giao dịch, việc áp dụng giao dịch T+2 được kỳ vọng sẽ giúp cho thanh khoản của thị trường có sự gia tăng nhất định, đồng thời giúp nhà đầu tư chủ động hơn trong chiến lược đầu tư như có thể kịp thời hiện thực hóa lợi nhuận hoặc giảm thiểu thiệt hại tùy theo diễn biến của thị trường, nhờ đó tăng thêm sức hấp dẫn của thị trường chứng khoán đối với nhà đầu tư trong và ngoài nước. Thành viên không báo cáo hoặc báo cáo sai dẫn tới thiếu tiền thanh toán vào ngày T+2 sẽ bị khiển trách hoặc cao hơn là đình chỉ hoạt động lưu ký chứng khoán nếu vi phạm từ hai lần trở lên.